# 59º Ejército (Ejército Imperial Japonés)

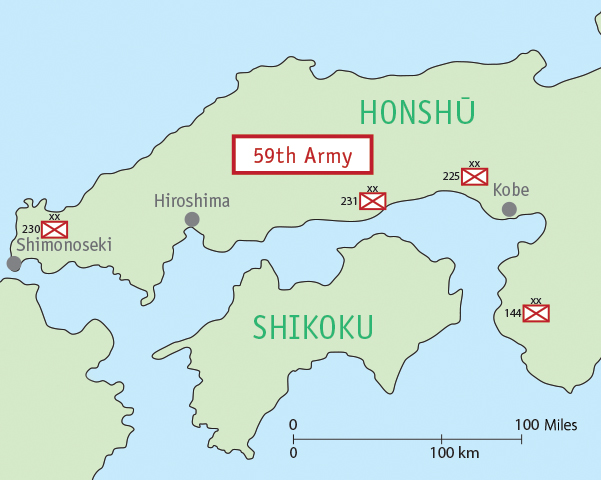
Campo de operaciones del 59.º Ejército del Ejército Imperial Japonés.

El 59.º Ejército Japonés (第59軍 Dai-gojyūku gun) fue un ejército del Ejército Imperial Japonés durante los últimos días de la Segunda Guerra Mundial.

## Historia
El 59.º Ejército Japonés se formó el 15 de junio de 1945, integrado en el Ejército Japonés del Área XV y como parte del último esfuerzo desesperado de defensa del Imperio del Japón para disuadir los posibles desembarques de las fuerzas Aliadas en la región de San'yō, en el oeste de Honshū, durante la Operación Downfall . El 59.º Ejército Japonés consistía principalmente en reservistas mal entrenados, estudiantes reclutados y milicias domésticas. Con sede en Hiroshima, la mayor parte de su personal al mando, incluido el teniente general Yoji Fujii, murieron durante el bombardeo atómico de Hiroshima. Junto con el 2.º Ejército General, la 5.ª División y otras divisiones de combate en la ciudad que también fueron golpeadas, se estima que unos 20.000 combatientes japoneses fueron asesinados. Los restos del 59.º Ejército intentaron realizar trabajos de socorro y mantener el orden público en la ciudad devastada con poco éxito. El 59.º Ejército del Ejército Imperial Japonés fue oficialmente desmovilizado después de la rendición de Japón el 15 de agosto de 1945.

## Lista de Comandantes

### Oficiales al mando
|   | Nombre                           | Desde                | Hasta                |
| - | -------------------------------- | -------------------- | -------------------- |
| 1 | Teniente General Yoji Fujii      | 15 de junio de 1945  | 6 de agosto de 1945  |
| 2 | Teniente General Teiki Nakanishi | 6 de agosto de 1945  | 12 de agosto de 1945 |
| 3 | Teniente General Jitsuo Tani     | 12 de agosto de 1945 | 15 de agosto de 1945 |

### Jefes de Estado Mayor
|   | Nombre                           | Desde                | Hasta                    |
| - | -------------------------------- | -------------------- | ------------------------ |
| 1 | Mayor General Takeo Kaji         | 15 de junio de 1945  | 5 de julio de 1945       |
| 2 | Mayor General Shuitsu Matsumara  | 5 de julio de 1945   | 18 de septiembre de 1945 |
| 3 | Teniente General Saburo Kawamura | 18 de agosto de 1945 | 30 de noviembre de 1945  |